# Яблунька (Борисовський район)
Яблунька (біл. вёска Ябланка) — село в складі Борисовського району Мінської області, Білорусь. Село підпорядковане Велятичівській сільській раді, розташоване в північно-східній частині області.